# Ydes
Ydes település Franciaországban, Cantal megyében. Lakosainak száma 1633 fő (2022. január 1.). Ydes Bassignac, Champagnac, Madic, Saignes, Sauvat és Vebret községekkel határos.

## Népesség
A település népessége az elmúlt években az alábbi módon változott:
| Lakosok száma | 2037 | 1980 | 1965 | 1881 | 1779 | 1777 | 1699 | 1644 | 1632 | 1633 |
|               | 1968 | 1982 | 1990 | 2006 | 2013 | 2015 | 2017 | 2019 | 2020 | 2022 |